# Забелин, Вячеслав Николаевич
Вячеслав Николаевич Забелин (12 июня 1935, Москва, СССР — 2 октября 2001, Москва, Россия) — советский и российский художник-живописец, Заслуженный художник РСФСР, Заслуженный деятель искусств РСФСР, профессор МГАХИ им. В. И. Сурикова  .

## Биография
Родился 12 июня 1935 года в Москве.  
В 1961 году окончил Московское художественное училище памяти 1905 года.  
В 1967 году окончил Московский государственный академический художественный институт имени В. И. Сурикова (мастерская В. Г. Цыплакова и П. Д. Покаржевского), в 1968—1970 годах учился в ассистентуре у В. Г. Цыплакова.  
С 1968 года — член Союза художников СССР.  
В 1971—2001 годах преподавал в МГАХИ им. В. И. Сурикова, с 1991 года — профессор кафедры живописи и композиции.  
С 1977 года был активным членом ВООПИиК (Всероссийского общества охраны памятников истории и культуры), возглавлял комиссию от Союза художников РСФСР.  
В 1997—2000 годах был председателем секции живописи Московского Союза художников.

## Творчество
С 1966 года Забелин активно участвовал в выставках на различных уровнях — московских, республиканских, всероссийских и международных.  
Его работы выполнены в стиле русского импрессионизма, отмечены тонкой цветовой гармонией и вниманием к световому эффекту.

### Известные работы
- Весна пришла (1979)
- Рассвет (1993)
- Ростов. Интерьер церкви Иоанна Богослова (1983)
- Ростовская звонница (1971)

### Картины в музеях
Произведения В. Н. Забелина находятся в собраниях ведущих художественных музеев России и СНГ, включая:
- Государственную Третьяковскую галерею
- Калининградский областной музей изобразительных искусств
- Ярославский художественный музей
- Екатеринбургский музей изобразительных искусств
- Дагестанский музей изобразительных искусств им. П. С. Гамзатовой

## Признание и награды
- Заслуженный художник РСФСР (1981)
- Диплом Академии художеств СССР (1987)
- Заслуженный деятель искусств РСФСР (1990)
- Серебряная медаль Российской Академии художеств (1995)
- Золотая Пушкинская медаль творческих союзов России (1999)
- Почётный гражданин города Ростова Великого (2002)

## Память
В 2002 году в художественном музее Ростова Великого открыт мемориальный зал В. Н. Забелина.  
Проводятся выставки и вечера памяти, посвящённые творчеству художника.

## Ученики
Среди учеников Вячеслава Забелина известные художники: Наталья Беседнова, Игорь Бабайлов, Игорь Белковский, Станислав Брусилов, Борис Ведерников, Ольга Волокитина, Аркадий Еланов, Игорь Новиков, Григорий Чайников, Дмитрий Шмарин.